# Landzjaghbjur
Landzjaghbjur (armeniska: Լանջաղբյուր) är en ort i Armenien. Innan 19 april 1950 hette orten Kjuzadzjegh (armeniska: Քյուզաջըղ, ryska: Кюзаджик: Kjuzadzjik). Den ligger i provinsen Gegharkunik, i den centrala delen av landet, 50 kilometer öster om huvudstaden Jerevan. Landzjaghbjur ligger 2 010 meter över havet och antalet invånare är 2 097.
Terrängen runt Landzjaghbjur är huvudsakligen kuperad, men norrut är den platt. Närmaste större samhälle är Gavar, 9,3 kilometer norr om Landzjaghbjur.
Trakten runt Landzjaghbjur består till största delen av jordbruksmark. Runt Landzjaghbjur är det ganska tätbefolkat, med 72 invånare per kvadratkilometer.